# سادي شاندلير كول
سادي شاندلير كول (بالإنجليزية: Sadie Chandler Cole)‏ هي منشدة أمريكية، ولدت في 1865 في سينسيناتي في الولايات المتحدة، وتوفيت في 1941.